# タキシードムーン
タキシードムーン（Tuxedomoon）は、サンフランシスコで結成されたウィンストン・トンを中心としたバンド。ウィンストン・トン（en)はすでに脱退したが、現在もバンドは活動中であり、最近ではヒット曲の「In a manner of speaking」がNouvelle Vague（en)によってカバーされる。

## メンバー

### 現在のメンバー
- ブレイン・L・レイニンガー (Blaine L. Reininger) - ヴァイオリン、ボーカル、シンセサイザー、キーボード
- スティーヴン・ブラウン (Steven Brown) - ボーカル、サクソフォーン、シンセサイザー、キーボード
- リュック・ヴァン・リーシャウト (Luc Van Lieshout) - トランペット、ハーモニカ
- デヴィッド・ハネケ (David Haneke) - 映像

### 旧メンバー
- ピーター・プリンシプル (Peter Principle) - ベース、ギター、パーカッション、シンセサイザー
- ブルース・ゲデュルディグ (Bruce Geduldig) - 映像、デザイン、ボーカル
- ウィンストン・トン (Winston Tong) - ボーカル
- グレゴリー・クルークシャンク (Gregory Cruikshank) - ボーカル
- ヴィクトリア・ロウ (Victoria Lowe) - ボーカル
- マイケル・ベルファー (Michael Belfer) - ギター、シンセサイザー、ボーカル
- ポール・ザール (Paul Zahl) - ドラム、パーカッション
- イワン・ゲルギエフ (Ivan Georgiev) - ベース、キーボード、シンセサイザー
- ニコラス・クラウ (Nikolas Klau) - ボーカル、シンセサイザー、ドラム・プログラミング
- ジョージ・カカナキス (George Kakanakis) - 照明、その他
- マルシア・バルセロス (Marcia Barcellos) - ボーカル

## ディスコグラフィ

### スタジオ・アルバム
- Half-Mute (1980年)
- Desire (1981年)
- Divine (1982年)
- 『ホリーウォーズ』 - Holy Wars (1985年) ※旧邦題『聖戦』
- 『シップ・オヴ・フールズ』 - Ship of Fools (1986年)
- 『ユー』 - You (1987年)
- The Ghost Sonata (1991年)
- Joeboy in Mexico (1997年)
- Cabin in the Sky (2004年)
- Vapour Trails (2007年)

### サウンドトラック・アルバム
- Bardo Hotel Soundtrack (2006年)
- Pink Narcissus (2014年)
- Blue Velvet Revisited (2015年) ※with Cult With No Name

### ライブ・アルバム
- 『テン・イヤーズ・イン・ワン・ナイト(ライヴ)』 - Ten Years in One Night (1989年)
- Live in St. Petersburg (2002年)

### コンピレーション・アルバム
- 『ピンヘッズ・オン・ザ・ムーヴ』 - Pinheads on the Move (1987年)
- Solve et Coagula (1991年)

### シングル
- "Joeboy the Electronic Ghost"/"Pinheads on the Move" (1978年)
- "Stranger"/"Love/No Hope" (1979年)
- "What Use?"/"Crash" (1980年)
- "Dark Companion"/"59 to 1 Remix" (1980年)
- "Urban Leisure Suite Part IV" (1980年)
- "Jinx"/"Incubus (Blue Suite)" (1981年)
- "Une Nuit au Fond de la Frayere"/"Egypt" (1981年)
- "Ninotchka"/"Again" (1982年)
- "What Use?" (remix) (1982年)
- "Why Is She Bathing?" (1982年)
- "Soma" (1984年)
- "Plan Delta" (1986年)
- "Boxman (The City)"/"The Train" (1987年)
- "You" (new version)/"Atlantis" (remix) (1987年)
- "Michael's Theme"/Interview (1988年)

## 参照
- Tuxedomoon - goo 音楽